# Artūrs Plēsnieks
Artūrs Plēsnieks (ur. 21 stycznia 1992 roku w Kronauce) – łotewski ciężarowiec, brązowy medalista olimpijski, dwukrotny medalista mistrzostw świata, a także mistrz Europy.
Na igrzyskach olimpijskich w Tokio w 2020 roku wywalczył brązowy medal w wadze ciężkiej. W zawodach tych wyprzedzili go jedynie Akbar Djurayev z Uzbekistanu i Ormianin Simon Martirosjan. Zdobył także srebrny medal na mistrzostwach świata w Anaheim oraz brązowy podczas mistrzostw świata w Houston dwa lata wcześniej. W 2016 roku zwyciężył na mistrzostwach Europy w Forde. Brał też udział w igrzyskach olimpijskich w Londynie w 2012 roku (5. miejsce) i igrzyskach w Rio de Janeiro w 2016 roku (8. miejsce).
W 2015 Plēsnieks poprawił swój rekord Łotwy (405 kg).

## Osiągnięcia
| rok  | konkursy                    | Rwanie | Podrzut | Punkty | Punkty  |
| rok  | konkursy                    | Rwanie | Podrzut | wynik  | miejsce |
| ---- | --------------------------- | ------ | ------- | ------ | ------- |
| 2007 | Mistrzostwa Europy juniorów | 128    | 165     | 293    | 5       |
| 2008 | Mistrzostwa Europy juniorów | 150    | 193     | 343    | 2       |
| 2009 | Mistrzostwa Europy juniorów | 160    | 207     | 367    | 1       |
| 2010 | Mistrzostwa Europy          | 166    | 207     | 373    | 9       |
| 2010 | Mistrzostwa Świata juniorów | 170    | 215     | 385    | 1       |
| 2011 | Mistrzostwa Europy          | 170    | 210     | 380    | 7       |
| 2011 | Mistrzostwa Świata juniorów | 172    | 210     | 383    | 2       |
| 2011 | Mistrzostwa Europy juniorów | 165    | 207     | 372    | 1       |
| 2012 | Mistrzostwa Europy          | 170    | 211     | 381    | 5       |
| 2012 | Mistrzostwa Świata juniorów | 172    | 215     | 387    | 2       |
| 2013 | Mistrzostwa Europy          | 175    | 222     | 397    | 3       |
| 2013 | Uniwersjada                 | 170    | 205     | 375    | 7       |
| 2013 | Mistrzostwa świata          | 178    | 215     | 393    | 5       |
| 2014 | Mistrzostwa Europy          | 172    | 218     | 390    | 4       |
| 2015 | Mistrzostwa świata          | 179    | 226     | 405    | 3       |
| 2016 | Mistrzostwa Europy          | 177    | 226     | 403    | 1       |